# Затмение Фалеса
Затмение Фалеса — полное солнечное затмение, произошедшее 28 мая 585 года до нашей эры. Полное затмение могло наблюдаться в части Центральной Америки, Европы и Малой Азии. Частные фазы затмения могли наблюдаться в Северной и Южной Америке, в Европе и Западной Азии, а также в Северной Африке.
Затмение считается первым, про которое известно, что оно было предсказано заранее — это сделал Фалес Милетский. Кроме того, это затмение пришлось на время мидо-лидийской войны и остановило битву на Галисе, после чего обе стороны решили заключить мир.

## Характеристики
Затмение Фалеса — полное солнечное затмение, которое произошло 28 мая 585 года до нашей эры. Затмение было полным, его максимальная фаза составила 1,0798, а ширина тени — 271,5 км. Максимальная фаза затмения была достигнута в точке с координатами 38,2° северной широты и 45,0° западной долготы. Длительность полной фазы затмения в этой точке составила 6 минут 4 секунды.
Полоса полной фазы затмения проходила в Центральной Америке, через остров Гаити и через Атлантический океан, по территории современной Франции и Италии, на Балканах, в Малой Азии и в Месопотамии. Частные фазы затмения можно было наблюдать в большей части Северной Америки и в северной части Южной Америки, в Европе и Западной Азии, а также в Северной Африке.

## Наблюдения современниками

Лидия и Мидия, их столицы и река Галис

Затмение 585 года до нашей эры считается первым, про которое известно, что оно было предсказано заранее — это сделал Фалес Милетский.
В то же время шла война между лидийцами и мидянами. Во время битвы на Галисе произошло затмение, в результате чего битва остановилась, а воюющие стороны решили заключить мир.
Об этих событиях писал Геродот в «Истории»:
Пять лет длилась эта война, причем верх одерживали то мидяне, то побеждали лидийцы и однажды — даже в какой-то ночной битве. Так с переменным успехом продолжалась эта затяжная война, и на шестой год во время одной битвы внезапно день превратился в ночь. Это солнечное затмение предсказал ионянам Фалес Милетский и даже точно определил заранее год, в котором оно и наступило. Когда лидийцы и мидяне увидели, что день обратился в ночь, то прекратили битву и поспешно заключили мир.Геродот, История. I. 74.
Неизвестно, как именно Фалес предсказал это затмение. Сведений о том, чтобы в те времена предсказывались другие затмения, также не сохранилось, более того, считается, что предсказывать затмения в Древней Греции начали не раньше, чем во времена Гиппарха, который жил на четыре века позже. Одно из предположений состоит в том, что Фалес был в какой-то степени знаком с египетской или вавилонской астрономией и знал, что лунные и солнечные затмения повторяются с некоторой периодичностью.
Геродот неверно датировал это затмение 610 годом до нашей эры, из-за чего ошибочной оказывалась датировка и других событий VII—VI веков до нашей эры. В качестве других кандидатов на затмение, которое предсказал Фалес и которое остановило битву на Галисе, предлагались солнечные затмения 582 либо 581 годов до нашей эры. Однако фазы этих затмений при наблюдениях в Малой Азии были сильно меньше, чем у затмения 585 года до нашей эры, поэтому они не могли сильно понизить яркость неба, и, скорее всего, остались незамеченными.

### Комментарии
1. ↑  На сайте NASA Архивная копия от 8 июня 2021 на Wayback Machine и в некоторых других источниках 585 год до нашей эры записывается как −584 год.